# Edgar Adams
Edgar Holmes Adams (* 7. April 1868 in Grafton, West Virginia; † 5. Mai 1940 in Bayville, New York) war ein US-amerikanischer Schwimmer und Wasserspringer.

## Erfolge
Edgar Adams war Journalist und ein bekannter Numismatiker. Im Jahr 1880 wurde er bei einem Unfall mit einer Schrotflinte schwer am linken Bein verletzt, woraufhin er zeit seines Lebens Probleme mit dem Gehen hatte und eine Krücke benötigte, da sein linkes Bein nunmehr um bis zu 15 cm kürzer als das rechte war. Adams begann daraufhin mit dem Schwimmsport und wurde Mitglied im New York Athletic Club. Er startete bei den Olympischen Spielen 1904 in St. Louis im Schwimmen und Kopfweitsprung. Sowohl über 220 Yards Freistil als auch 880 Yards Freistil verpasste Adams als Viertplatzierter knapp die Medaillenränge. Mit der Staffel über 4 × 50 Yards Freistil erreichte er Rang vier. Das Rennen über eine Meile beendete er nicht, gewann dafür aber das inoffizielle Rennen über 440 Yards Freistil mit Handicap. Beim Kopfweitsprung war Adams einer von fünf Teilnehmern, alles US-Amerikaner. In drei Versuchen erreichte er sein bestes Resultat mit einer Weite von 17,52 m, womit er hinter William Dickey mit 19,05 m und vor Leo Goodwin mit 17,37 m die Silbermedaille gewann.
Nach den Spielen intensivierte Adams seine journalistische Arbeit bei New Yorker Zeitungen sowie sein Hobby in der Numismatik. Er wurde Vorstandsmitglied in der American Numismatic Association, in deren Hall of Fame er 1969 aufgenommen wurde. Er schrieb mehrere Bücher über das Münzensammeln.